# Александрийский университет
Александрийский университет (араб. جامعة الإسكندرية‎) — государственный университет в Египте, в городе Александрия. Ныне он второй по величине в стране. Включает 22 факультета и института.

## История
Основан в 1938 году как филиал Каирского университета в виде двух факультетов: искусств и права. В 1941 году основан факультет инженерии.
В 1942 году стал независимым. Тогда же были созданы ещё четыре факультета: наук, коммерции, медицинский и сельскохозяйственный.
В 1942—1944 годах первым президентом университета был видный египетский интеллектуал Таха Хусейн.
До 1952 года носил название университет Фарука I.
В 1954 году создан факультет сестринского дела, в 1956-м — фармацевтический, в 1969-м — педагогический, в 1971-м — стоматологический, в 1974-м — ветеринарный.
Согласно Webometrics Ranking of World Universities и QS World University Rankings, университет занимает 12 место в арабском мире.

## Известные выпускники
- Ахмед Хасан Зевейл — химик, лауреат Нобелевской премии по химии 1999 года «за исследование переходных состояний, возникающих во время химических реакций, с использованием фемтосекундной техники».